# Dasyophthalma vertebralis
Dasyophthalma vertebralis är en fjärilsart som beskrevs av Butler 1869. Dasyophthalma vertebralis ingår i släktet Dasyophthalma och familjen praktfjärilar. Inga underarter finns listade i Catalogue of Life.